# Talk Dirty
"Talk Dirty" é uma canção do cantor e compositor americano Jason Derulo, com participação do rapper 2 Chainz. A canção foi lançada em 02 de agosto de 2013 como o segundo single do álbum Tattoos. A faixa contêm sample da música Hermetico do grupo Balkan Beat Box.

## Lista da trilha
Descaraga digital
1. "Talk Dirty" (com 2 Chainz)

CD single
1. "Talk Dirty" (com 2 Chainz)
2. "Talk Dirty"  (en Español) (com 2 Chainz)

## Desempenho nas paradas
| Paradas(2013–14)                               | Melhor posição |
| ---------------------------------------------- | -------------- |
| Austrália (ARIA)                               | 1              |
| Áustria (Ö3 Austria Top 75)                    | 4              |
| Bélgica (Ultratop 50 de Flandres)              | 1              |
| Brasil (Brasil Hot 100 Airplay)                | 48             |
| Bélgica (Ultratop 50 da Valônia)               | 3              |
| Canadá (Canadian Hot 100)                      | 3              |
| República Checa (Rádio Top 100)                | 14             |
| Dinamarca (Hitlisten)                          | 7              |
| Finlândia (Suomen virallinen lista)            | 6              |
| França (SNEP)                                  | 3              |
| O campo songid é OBRIGATÓRIO PARA PARADA ALEMÃ | 1              |
| Hungria (Dance Top 40)                         | 7              |
| Hungria (Rádiós Top 40)                        | 8              |
| Hungria (Single Top 40)                        | 13             |
| Irlanda (IRMA)                                 | 2              |
| Itália (FIMI)                                  | 12             |
| Israel(Media Forest)                           | 1              |
| Países Baixos (Dutch Top 40)                   | 5              |
| Nova Zelândia (Recorded Music NZ)              | 2              |
| Noruega (VG-lista)                             | 7              |
| Polónia (Polish Airplay Top 100)               | 11             |
| Polónia (Dance Top 50)                         | 21             |
| Roménia (UPFR)                                 | 3              |
| Escócia (Scottish Singles Chart)               | 1              |
| Eslováquia (Rádio Top 100)                     | 26             |
| Espanha (PROMUSICAE)                           | 13             |
| Suécia (Sverigetopplistan)                     | 5              |
| Suíça (Schweizer Hitparade)                    | 4              |
| Reino Unido (UK Singles Chart)                 | 1              |
| Reino Unido (OCC UK R&B)                       | 1              |
| Estados Unidos (Billboard Hot 100)             | 3              |
| Estados Unidos (Billboard Adult Top 40)        | 22             |
| Estados Unidos (Billboard Dance Club Songs)    | 17             |
| Estados Unidos (Billboard R&B/Hip-Hop Songs)   | 2              |
| Estados Unidos (Billboard Mainstream Top 40)   | 1              |
| Estados Unidos (Billboard Rhythmic)            | 1              |